# Louis François Binot
Pour les articles homonymes, voir Binot (homonymie).
Louis François Binot, né le 7 avril 1771 à Paris et mort le 8 février 1807 à la bataille d'Eylau, est un général de brigade français du Premier Empire.

## Biographie
En septembre 1792, il est volontaire dans le 9e bataillon bis de volontaires de Paris également appelé bataillon de l'Arsenal qui part pour les armées du Nord, de la Moselle puis de Sambre-et-Meuse.
Il est promu sous-lieutenant en 1794 puis devient aide de camp du général Friant. En 1797, il est avec lui à l'armée d'Italie, puis en Égypte. Il y est nommé chef de brigade par le général Menou, grade qui lui sera confirmé à son retour en France le 19 août 1801. En juillet 1802, il part pour les Indes avec Charles Mathieu Isidore Decaen et avec 200 hommes, il défend Pondichéry. Contraint de capituler le 11 septembre 1803 (24 fructidor an XI) avec le détachement de la 109e demi-brigade, il revient en Europe en août 1804.
Il fait les campagnes d'Autriche, de Prusse et de Pologne. Il se distingue à Austerlitz et il est fait commandeur de la Légion d'honneur le 25 décembre 1805. Il est promu général de brigade le 22 novembre 1806.
Il trouve la mort le 8 février 1807 à la bataille d'Eylau.

## Portrait et archives
Un tableau d'Ange Tissier le représentant en buste, de trois-quarts, se trouve en dépôt au Musée de l'Armée depuis 1907. Il fut donné par l'État au Musée du château de Versailles en 1854.
Un fonds est conservé aux Archives départementales de l'Aube. Il renferme des généralités sur l'histoire coloniale depuis 1763, sur l'état de l'Inde, de ses mœurs et de ses forces militaires avant la paix d'Amiens. Il comporte des précisions sur Pondichéry pendant la Révolution, des détails très circonstanciés sur l'expédition malheureuse de Binot en 1803, pour obtenir des Anglais la restitution, prévue par le traité d'Amiens, des établissements français en Inde, et permet de décrire le retour des prisonniers français par le cap de Bonne-Espérance. Outre qu'il contient des renseignements sur la Chine et la Cochinchine avant la Révolution, sur la guerre d'Indépendance américaine et la géographie des États-Unis, il intéresse l'Égypte en 1799-1800, Binot étant alors administrateur de la province de Minièh.

## Distinctions
- Son nom est gravé au Nord sous l'arc de triomphe de l'Étoile, 10e colonne.
- Une caserne portera le nom de Binot à Cosne-sur-Loire, ville de garnison des 85e, 285e régiment d'infanterie, 61e et 261e régiment d'infanterie territoriale.

## Sources
- « Cote LH/2781/35 », base Léonore, ministère français de la Culture
- « Cote LH/243/34 », base Léonore, ministère français de la Culture
- A. Lievyns, Jean Maurice Verdot, Pierre Bégat, Fastes de la Légion-d'honneur, biographie de tous les décorés accompagnée de l'histoire législative et réglementaire de l'ordre, Tome 4, Bureau de l’administration, 1844, 640 p. (lire en ligne), p. 290.